# Droga wojewódzka 900
Die Droga wojewódzka 900 (DW 900) ist eine drei Kilometer lange Droga wojewódzka (Woiwodschaftsstraße) in der polnischen Woiwodschaft Lublin und der Woiwodschaft Masowien, die Raj mit Piotrawin verbindet. Die Strecke liegt im Powiat Lipski und im Powiat Opolski.

## Streckenverlauf
Woiwodschaft Masowien, Powiat Lipski
-  Raj (DW 754)

Woiwodschaft Lublin, Powiat Opolski
-  Piotrawin (DW 825)